# Jeffery Taubenberger
Jeffery Karl Taubenberger (* 1961 in Landstuhl, Deutschland) ist ein US-amerikanischer Virologe. Gemeinsam mit Ann Reid hat er als Erster das Genom des Influenzavirus sequenziert, das die „Spanische Grippe“ von 1918 ausgelöst hat. Die Veröffentlichung des Genoms wurde Ende 2005 von der Fachzeitschrift Science als einer der wichtigsten Durchbrüche des Jahres („Breakthroughs of the Year“) bezeichnet und von der medizinischen Fachzeitschrift The Lancet zur Studie des Jahres gewählt („2005 Paper of the year“).

## Herkunft und Ausbildung
Jeffery Taubenberger wurde im US Army Hospital in Landstuhl als dritter Sohn seiner aus den USA stammenden Mutter und seines deutschen Vaters geboren. Sein Vater Heinz Karl Taubenberger war ein Offiziers der US-Armee war und bereits damals ein Computer-Experte und ein erfolgreicher Rollschuh-Läufer, der Ende der 1940er- und Anfang der 1950er-Jahre wiederholt den Titel des deutschen Junioren-Rollschuhmeisters sowohl im Einzelwettbewerb als auch im Paarlauf errang. Als Jeffery neun Jahre alt war, zog er mit seinen Eltern in einen Vorort von Washington, D.C., nachdem sein Vater ins Verteidigungsministerium der Vereinigten Staaten versetzt worden war.
Jeffery Taubenberger absolvierte eine kombinierte Ausbildung als Arzt (M.D., 1986) und Naturwissenschaftler (Ph. D., 1987) am Medical College of Virginia in Richmond in einem Studiengang für Studenten, die in die medizinische Grundlagenforschung gehen wollten. In seiner Doktorarbeit untersuchte er, wie die Stammzellen des Knochenmarks sich in reife, weiße Blutkörperchen differenzieren. 1988 begann er eine Ausbildung zum Pathologen am National Cancer Institute der National Institutes of Health. 1993 erhielt er seine erste Stelle am Pathologie-Institut der US-Streitkräfte (Armed Forces Institute of Pathology, AFIP). Dort sollte er ein neues Labor aufbauen, um die damals gängigen molekularen Methoden in die pathologische Arbeit des Instituts einzuführen. Nach einem Jahr wurde er zum Leiter der Abteilung für Molekulare Pathologie ernannt. Dazu gehörte ein Forschungslabor, in dem er Fragen der Grundlagenforschung nachgehen konnte.

## Forschung
Das AFIP gehört zum Walter Reed Army Medical Center im Nordosten Washingtons. Es war ursprünglich 1862 von Abraham Lincoln geschaffen worden, um „Krankheiten des Schlachtfelds“ zu bekämpfen. Heute dient die Pathologische Abteilung vor allem als Konsultationsdienst, wo eine zweite Meinung kostenlos von Militärärzten und gegen Gebühr von zivilen Ärzten eingeholt werden kann. Jährlich werden zehntausende von Anfragen bearbeitet, wobei vorausgesetzt wird, dass eine repräsentative Probe von jedem Fall einbehalten werden darf. Im Laufe der Zeit hat das AFIP so Gewebeproben von rund 2.600.000 Menschen aus chirurgischem und Autopsiematerial gesammelt. Meistens handelt es sich dabei um FFPE, also würfelgroße Stückchen Gewebe, die mit Formalin fixiert und in Blöcke aus Paraffin eingebettet worden sind.

### Eine Delfinkrankheit
Das Institut ist auch veterinärmedizinisch tätig. Im Winter 1987 starb etwa die Hälfte der Großen Tümmler an der Atlantikküste der Vereinigten Staaten an einer rätselhaften Krankheit. Aus Proben von angetriebenen Tieren schloss ein Veterinärpathologe des AFIP auf eine Virusinfektion. 1991 gelang es Albert Osterhaus ein Morbillivirus aus Delfinen zu isolieren, die einer ähnlichen Krankheit im Mittelmeer zum Opfer gefallen waren. Die Proben aus der ersten Epidemie galten zwar als zu schlecht, um noch Viren finden zu können; Taubenberger wurde trotzdem gebeten, den Versuch zu wagen.
Ende der 1980er-Jahre hatte Kary Mullis einen Weg gefunden, DNA durch eine Technik namens Polymerasekettenreaktion (PCR) zu vervielfältigen. Mit dieser Methode gelang es der Molekularbiologin Amy Krafft schließlich, Fragmente von Morbillivirus-RNA zu isolieren. Bei dieser Gelegenheit perfektionierte das Team die Techniken, um RNA mittels PCR aus stark verwestem Gewebe zu extrahieren. (Wenn man mit einem gegensinnigen RNA-Strang beginnt, wie es bei Influenza- oder Morbilliviren der Fall ist, muss man sie zunächst in einen gleichsinnigen DNA-Strang umkopieren).

### Auf der Suche nach dem Erreger der „Spanischen Grippe“ von 1918
Da Taubenberger Mittelkürzungen befürchtete, suchte er 1995 nach einer Anwendung der PCR an seinem Arbeitsplatz, dem immensen Lager von Gewebeproben im "Armed Forces Institute of Pathology (AFIP)" in Washington, in dem Millionen von Gewebeproben gelagert werden, von denen eine Vielzahl noch nicht untersucht, geschweige denn ausgewertet worden sind. Er entschied sich schließlich, nach den Überresten des Influenzavirus zu suchen, das die „Spanische Grippe“ von 1918 ausgelöst hatte. Das Lager enthielt Paraffinblöcke von insgesamt 77 Soldaten, die in der Pandemie gestorben waren. Taubenbergers Team suchte nach Proben von Toten, die der ursprünglichen Virusinfektion und nicht der ihr folgenden bakteriellen Lungenentzündung zum Opfer gefallen waren. Sieben Proben erschienen vielversprechend.
Das Genom des Influenzavirus umfasst etwa 13.000 Basenpaare, das in den Gewebeproben in Stücke von etwa 100 Basenpaaren Länge zerfallen war. Um PCR einsetzen zu können, mussten zunächst Primer konstruiert werden, das sind kurze DNA-Stücke mit der spiegelbildlichen Sequenz zu den beiden Enden des Fragments. Sie binden sich an das Fragment, und mit Hilfe einer Polymerase werden die Basen zwischen den Primern ergänzt, um eine Kopie anzufertigen. Die dabei entstehenden Millionen von Genkopien werden in dem Prozess radioaktiv markiert. Sie können dann auf einem dünnen Gel separiert werden, indem ein elektrischer Strom durch das Gel fließt. Die radioaktiven markierten Fragmente hinterlassen schließlich eine Schwärzung auf einem Röntgenfilm, der über das Gel gelegt wird.
Aus Serumtests von Menschen, die zur Zeit der „Spanischen Grippe“ gelebt hatten, war bekannt, dass das Virus zum H1N1-Subtyp gehören musste. Das Team schaute sich zunächst alle verfügbaren Sequenzen von Influenzaviren dieses Subtyps an, um herauszufinden, ob irgendwelche Abschnitte eines bestimmten Gens an praktisch allen Basen übereinstimmten. Diese Abschnitte wurden in Primer umgewandelt. Das Ziel war zunächst zu bestimmen, ob überhaupt Fragmente von Influenzaviren in den Gewebeproben vorhanden waren. Die Laborarbeit wurde hauptsächlich von Ann Reid geleistet, und mehr als ein Jahr lang fand sie überhaupt nichts. Am 23. Juli 1996 gelang Amy Krafft, an die sie sich um Hilfe gewandt hatte, ein erster Nachweis. Das Gewebe gehörte einem Gefreiten namens Roscoe Vaugh, der am 26. September 1918 in Camp Jackson, South Carolina, an einer Entzündung des linken Lungenflügels gestorben war. Der rechte Flügel scheint im Voranschreiten der Krankheit um einige Tage zurückgelegen zu haben, sodass das Virus hier noch vorhanden war, als er starb.
Die Sequenz – es handelte sich um ein Matrixgen – stimmte mit keiner bekannten Sequenz exakt überein, sodass eine Kontamination ausgeschlossen werden konnte. Insgesamt isolierte Taubenbergers Team neun Fragmente von Virus-RNA aus fünf verschiedenen Genen. Die erste Veröffentlichung boten sie Nature an, aber die Herausgeber schickten sie zurück, ohne sie überhaupt an Gutachter übergeben zu haben. Science war anfangs ebenfalls skeptisch, publizierte die Nukleotidsequenzen aber schließlich am 21. März 1997, was zusammengenommen 15 Prozent des Hämagglutinin-Gens sowie einigen kleinen Fragmenten aus vier anderen Genen entsprach. Bis zum Sommer 1997 hatte das Team die volle Sequenz des Hämagglutinins erarbeitet. An diesem Punkt tauchte das Problem auf, dass die Hälfte des verfügbaren Materials von Roscoe Vaughn für dieses eine Gen aufgebraucht worden war. Es war absehbar, dass sämtliche zehn Gene des 1918-Virus nicht aus dem verfügbaren Material sequenziert werden konnten. (Im September 1997 stellte sich Gewebe von einem Gefreiten namens James Downs, der 1918 der Influenza in Camp Upton, New York, zum Opfer fiel, ebenfalls als positiv heraus.)
Der März-Artikel in Science war auch von Johan Hultin gelesen worden. Der Pathologe hatte bereits 1951 versucht, das Virus der „Spanischen Grippe“ aus Opfern zu gewinnen, die im Permafrostboden auf der Seward-Halbinsel Alaska begraben worden waren. In einem Ort, der damals Teller Mission hieß, hatte er Leichen ausgegraben, von denen er Proben aus den Lungen mit in sein Labor nach Iowa nahm. Er hatte alle damals bekannten Untersuchungsmethoden angewandt,  aber keine aktiven Viren gefunden. Seine Arbeit legte er zusammen mit Albert P. McKee 1951 der Universität von Iowa vor. Nun, im Zeitalter von PCR, wurde ihm klar, dass er es noch einmal versuchen konnte.
Im Juli 1997 bot er Jeffery Taubenberger an, nach Brevig – wie der Ort inzwischen hieß – in Alaska zurückzukehren. Er erhielt erneut die Genehmigung, nach Opfern der „Spanischen Grippe“ zu graben, und diesmal stieß er auf die Überreste einer übergewichtigen, etwa 30 Jahre alten Frau, die er „Lucy“ taufte. Das Körperfett hatte die Lungen vor dem Verwesen bewahrt, und Hultin entnahm beide Lungenflügel, die er an Taubenberger in Washington schickte.
Es stellte sich heraus, dass im Falle von „Lucy“ die Virusfragmente sogar noch kleiner waren – ungefähr 100 Basenpaare im Vergleich zu 150 im Falle von Vaugh und Downs –, aber jetzt gab es genügend Material, um das Virus gleich mehrfach vollständig zu sequenzieren. Taubenberger und Reid gelang es, eine komplette Hämagglutinin-Sequenz zu erstellen und damit die bei Vaughn gewonnenen Ergebnisse zu bestätigen. In allen drei Fällen – Vaughn, Downs sowie „Lucy“ – unterschieden sich die 1800 Basenpaare nur an wenigen Stellen. Dies war die beste denkbare Bestätigung, dass die Sequenz des 1918-Hämagglutinin tatsächlich gefunden worden war.
In einer Serie von Artikeln veröffentlichte das Team das gesamte Genom des Influenzavirus von 1918. Die Arbeit wurde vom Kriegsveteranenministerium (Veteran’s Administration) sowie dem Verteidigungsministerium der Vereinigten Staaten finanziert. Die Veröffentlichung des Genoms wurde Ende 2005 von der Fachzeitschrift Science als einer der wichtigsten Durchbrüche des Jahres („Breakthroughs of the Year“) bezeichnet und von der medizinischen Fachzeitschrift The Lancet  zur Studie des Jahres gewählt („2005 Paper of the year“).
Nach fast zehnjähriger Arbeit war es Taubenberger und seinen Mitarbeitern gelungen, Genfragmente des Erregers zu isolieren und dann wie ein Puzzle zu einem Virus-Erbgut zusammenzusetzen. Dieses liegt nun geschützt in den Hochsicherheitslaboren der US-Seuchenschutzbehörde.

### Beschäftigung bei den NIH
2006 wechselte Taubenberger vom Armed Forces Institute of Pathology zum National Institute of Allergy and Infectious Diseases (NIAID), wo er insbesondere die Biologie, die Evolution und die Pathophysiologie von Influenzaviren und Coronaviren erforschte und sich mit der Entwicklung von Impfstoffen befasste. Im April 2025 wurde er als geschäftsführender Direktor der NIAID berufen. Seine Berufung folgte auf das Ausscheiden von Jeanne Marrazzo, die erst im August 2023 Direktorin geworden war und im Rahmen der von Donald Trump angestoßenen Entlassungswelle im Bereich der US-amerikanischen Forschungseinrichtungen entlassen worden war. Vor Marrazzo hatte Anthony Fauci NIAID 38 Jahre lang geleitet. 2024 hatte NIAID ein Budget von 6.6 Milliarden US-Dollar.

## Persönliches
In seiner Freizeit spielt Jeffery Taubenberger diverse Holzblasinstrumente, insbesondere Oboe, Englischhorn und Klarinette. Sein Hauptinteresse gilt allerdings dem Komponieren. 1981 entstand sein erstes Werk, die Operette The Wayward Prince („Der launische Prinz“), der Text gemeinsam mit Andrew Russo, deren Ouvertüre Taubenberger im Juli 1982 als Dirigent des George Mason University Orchestra uraufführte. 1984 entstand die Symphonie in d-moll, die er als Dirigent des Richmond Community Orchestra im gleichen Jahr aufführte. Weitere Werke waren u. a. Lieder für Tenor und Piano nach Gedichten von Goethe (1985/86), zwei Quintette für Holzbläser (1987/88) und ein Streichquartett in g-moll (1990), das im gleichen Jahr vom Columbia String Ensemble und 1995 erneut vom Gallery Quartet aufgeführt wurde. Es folgten diverse Phantasien für Solo-Piano (1994), ein Streichquartett in e-moll (1997) sowie „Daydreams“, ein symphonisches Gedicht für Großes Orchester (2000). Die Symphonie in C-Dur und ein Streichquartett in b-moll sind seit 2005 bzw. 2007 in Arbeit, ihre Fertigstellung leidet jedoch unter den gestiegenen beruflichen und familiären Verpflichtungen.
Jeffery Taubenberger ist verheiratet und hat zwei Kinder.